# Poplick
Poplick er et dansk magasin og website om popmusik, grundlagt i marts 2010 (dengang Headliners.dk) som søstermagasin til Soundvenue. Poplick Paper distribueres sammen med metroXpress den sidste torsdag i måneden. Magasinet udkom første gang i oktober 2011 med Rihanna på forsiden. 

## Chef-redaktør
- 2010-2012 Nanna Schultz Christensen